# Temporada 2023 del Campeonato Mundial de Rally Raid
La temporada 2023 es la segunda edición del Campeonato Mundial de Rally Raid. Comenzó el 1 de enero en el Rally Dakar y terminará el 18 de octubre en el Rallye du Maroc.

## Calendario
| N.º | Fecha                        | Rally                      | Formato |
| --- | ---------------------------- | -------------------------- | ------- |
| 1   | 1-4 de enero                 | Rally Dakar                | Maratón |
| 2   | 25 de febrero-2 de marzo     | Abu Dhabi Desert Challenge | Rally   |
| 3   | 22–28 de abril               | Sonora Rally               | Rally   |
| 4   | 26 de agosto–1 de septiembre | Desafío Ruta 40            | Rally   |
| 5   | 12–18 de octubre             | Rallye du Maroc            | Rally   |

## Clasificación FIA

### T1: campeonato de pilotos
| Pos. | Piloto               | DAK  | ABU  | SON  | DES  | MOR  | Puntos |
| ---- | -------------------- | ---- | ---- | ---- | ---- | ---- | ------ |
| 1    | Nasser Al-Attiyah    | 185  | Ret  | 151  | 185  | 1516 | 205    |
| 2    | Yazeed Al-Rajhi      | 3026 | 144  | 243  | 332  | 143  | 181    |
| 3    | Juan Cruz Yacopini   | 426  | 423  | 520  | 240  | 323  | 132    |
| 4    | Sébastien Loeb       | 287  | 2114 | Ret. | -    | 1811 | 112    |
| 5    | Sebastian Halpern    | 624  | 519  | 331  | 1119 | -    | 89     |
| 6    | Martin Prokop        | 331  | 233  | -    | -    | 417  | 81     |
| 7    | Mattias Ekström      | 937  | 223  | 89   | 1210 | 618  | 77     |
| 8    | Denis Krotov         | 16   | Ret. | 422  | 815  | 227  | 64     |
| 9    | Guerlain Chicherit   | 749  | Ret. | 216  | -    | -    | 55     |
| 10   | Seth Quintero        | 128  | 324  | 17   | 135  | 711  | 48     |
| 11   | Austin Jones         | 1011 | 711  | 98   | 613  | -    | 43     |
| 12   | Mitchell Guthrie     | 29   | 163  | 711  | 421  | 223  | 38     |
| 13   | Cristina Gutiérrez   | 17   | Ret  | 107  | 515  | 89   | 31     |
| 14   | Han Wei              | 523  | 98   | -    | -    | -    | 31     |
| 15   | Zhang Guoyu          | 1110 | 107  | 614  | -    | -    | 31     |
| 16   | Rokas Baciuška       | 145  | 613  | 116  |      |      | 24     |
| 17   | Mathieu Serradori    | 822  | -    | -    | -    | -    | 22     |
| 18   | João Ferreira        | 38   | 153  | 143  | 98   | 116  | 20     |
| 19   | Marek Goczał         | 154  | -    | -    | -    | 515  | 19     |
| 20   | Francisco López      | 18   | -    | 134  | 711  | -    | 15     |
| 21   | Carlos Sainz         | Ret. | -    | -    | -    | 1211 | 11     |
| 22   | Claude Fournier      | 28   | 143  | 18   | 107  | -    | 10     |
| 23   | Stéphane Peterhansel | Ret. | -    | -    | -    | 1410 | 10     |
| 24   | Pau Navarro          | 22   | 89   | -    | -    | -    | 9      |
| 25   | Zi Yunliang          | 24   | 134  | 125  | -    | -    | 9      |
| 26   | David Zille          | 36   | -    | 152  | 143  | 134  | 9      |
| 27   | Orlando Terranova    | -    | -    | -    | -    | 169  | 9      |

### T3: campeonato de pilotos
| Pos. | Pilotos            | DAK  | ABU  | SON | DES | MOR | Points |
| ---- | ------------------ | ---- | ---- | --- | --- | --- | ------ |
| 1    | Seth Quintero      | 277  | 150  | 918 | 820 | 236 | 201    |
| 2    | Mitch Guthrie      | 758  | 723  | 145 | 148 | 822 | 196    |
| 3    | Austin Jones       | 183  | 239  | 324 | 325 | 719 | 190    |
| 4    | Cristina Gutiérrez | 352  | Ret  | 426 | 232 | 328 | 138    |
| 5    | Francisco López    | 455  | -    | 523 | 426 | -   | 104    |
| 6    | João Ferreira      | 1228 | 623  | 623 | 523 | -   | 97     |
| 7    | Mattias Ekström    |      | 1016 | 238 | 723 | -   | 77     |
| 8    | David Zille        | 1024 | -    | 717 | 913 | 615 | 69     |
| 9    | Claude Fournier    | 620  | 515  | 107 | 613 | -   | 55     |
| 10   | Marek Goczał       | -    | -    | -   | -   | 141 | 41     |

### T4: campeonato de pilotos
| Pos | Driver               | DAK | ABU | SON | DES | MOR | Points |
| --- | -------------------- | --- | --- | --- | --- | --- | ------ |
| 1   | Rokas Baciuška       | 279 | 155 | 155 | -   | -   | 189    |
| 2   | Shinsuke Umeda       | 119 | 335 | 335 | 150 | 331 | 160    |
| 3   | Eryk Goczał          | 186 | -   | -   | -   | -   | 86     |
| 4   | Pau Navarro          | 728 | 245 | -   | -   | -   | 73     |
| 5   | Sebastian Guayasamin | 627 | -   | -   | -   | 244 | 71     |
| 6   | Marek Goczał         | 367 | -   | -   | -   | -   | 67     |
| 7   | João Ferreira        | -   | -   | -   | -   | 154 | 54     |
| 8   | Michał Goczał        | 550 | -   | -   | -   | -   | 50     |
| 9   | Rebecca Busi         | Ret | -   | 245 | -   | -   | 45     |
| 10  | Yasir Seaidan        | 935 | -   | -   | -   | -   | 35     |

### T5: campeonato de pilotos
| Pos. | Piloto             | DAK  | ABU | MOR  | Puntos |
| ---- | ------------------ | ---- | --- | ---- | ------ |
| 1    | Janus van Kasteren | 1113 | -   | 2102 | 159    |
| 2    | Tomas Vratny       | 366  | -   | 146  | 114    |
| 3    | Martin Macik       | 2102 | -   | -    | 102    |
| -    | Kees Koolen        | Ret. | -   | -    | 0      |
| -    | Albert Llovera     | Ret. | -   | -    | 0      |

## Clasificación FIM

### Motos

#### Clasificación general del campeonato del mundo de RallyGP
| Pos. | Piloto               | DAK  | ABU  | SON  | DES | MOR  | Puntos |
| ---- | -------------------- | ---- | ---- | ---- | --- | ---- | ------ |
| 1    | Luciano Benavídes    | 6.º  | 2.º  | 3.º  | 2.º | 2.º  | 100    |
| 2    | Toby Price           | 2.º  | 3.º  | 4.º  | 8.º | 1.º  | 96     |
| 3    | Adrien van Beveren   | 5.º  | 1.º  | 6.º  | 5.º | 7.º  | 76     |
| 4    | Ross Branch          | 11.º | 5.º  | 7.º  | 4.º | 4.º  | 58     |
| 5    | Pablo Quintanilla    | 4.º  | Ret. | 9.º  | 6.º | 3.º  | 55     |
| 6    | José Ignacio Cornejo | 8.º  | 4.º  | 11.º | 7.º | 6.º  | 52     |
| 7    | Kevin Benavides      | 1.º  | -    | 12.º | -   | -    | 43     |
| 8    | Daniel Sanders       | 7.º  | -    | 1.º  | -   | -    | 39     |
| 9    | Ricky Brabec         | Ret. | 7.º  | 8.º  | 3.º | Ret. | 38     |
| 10   | Skyler Howes         | 3.º  | 6.º  | Ret. | -   | Ret. | 34     |

### Quads
| Pos. | Piloto                 | DAK  | ABU | SON | DES | MOR | Puntos |
| ---- | ---------------------- | ---- | --- | --- | --- | --- | ------ |
| 1    | Laisvydas Kancius      | 324  | 220 | 125 | -   | -   | 69     |
| 2    | Rodolfo Guillioli      | -    | 413 | 220 | 220 | -   | 53     |
| 3    | Juraj Varga            | 230  | -   | -   | 316 | -   | 46     |
| 4    | Pablo Copetti          | 138  | -   | -   | -   | -   | 38     |
| 5    | Abdulaziz Ahli         | Ret. | 125 | -   | -   | -   | 25     |
| 6    | Manuel Andújar         | Ret. | -   | -   | 125 | -   | 25     |
| 7    | Carlos Alejandro Verza | 420  | -   | -   | -   | -   | 20     |
| 8    | Adomas Gančierius      | -    | 316 | -   | -   | -   | 16     |
| 9    | Antonas Kanopkinas     | -    | 511 | -   | -   | -   | 11     |
| 10   | Axel Dutrie            | Ret. | -   | -   | -   | -   | 0      |